# Dean Town
Dean Town (englisch für „Direktorenstadt“, zudem ein Wortspiel auf das Jaco Pastorius-Stück "Teen Town") ist ein Lied der US-amerikanischen Funkgruppe Vulfpeck. Der Titel wurde am 11. Oktober 2016 als digitale Single veröffentlicht und erschien auf dem zweiten Studioalbum der Band, The Beautiful Game unter dem Independent-Label Vulf Records. Das Stück gehört zu den meistaufgeführten der Band.

## Hintergründe
Der Titel wurde von Woody Goss, dem Keyboardspieler der Formation, geschrieben als er selbst noch in den Vereinigten Staaten Musikstudent war. Das Stück ist dem Tongeschlecht Moll zuzuordnen und wurde in der Tonart Fis komponiert. Auffallend ist die schnelle, durchgängige Bassline während der Hauptteile des Titels, während die Melodiestimme von musikalischen Pausen geprägt ist. Die Instrumentierung des Stückes ist minimal. Mitwirkende sind Joe Dart an der Bassgitarre, Cory Wong als Gitarrist, Woody Goss an einem Wurlitzer Electric Piano, Jack Stratton an einer Bassdrum und einer Snare Drum während Theo Katzman ein Becken spielt. Das Mixing übernahm Jack Stratton und die Produktion sowie das Mastering Devin Kerr. Die Musik-Website AllMusic ordnete Dean Town den Musikgenres Rock, Pop und Rhythm and Blues zu.
Die Download-Single kostet seit der Veröffentlichung 2016 einen US-Dollar. Musik-Kritiker Brandon Wenerd der Website Brobible lobte Joe Darts Ausdruck von Basslinien die dem Musiker Jaco Pastorius ähneln und schrieb, dass der Titel Dean Town das Herz eines Funkmusik-Fans erobere.